# میمون شب اسپیکس
میمون شب اسپیکس (نام علمی: Aotus vociferans) نام یک گونه از سرده میمون‌های شب است.